# Хартсхорн (Оклахома)
Хартсхорн (енгл. Hartshorne) град је у америчкој савезној држави Оклахома.

## Демографија
По попису из 2010. године број становника је 2.125, што је 23 (1,1%) становника више него 2000. године.
| Група             | 2000.         | 2010.         |
| Белци             | 1.453 (69,1%) | 1.366 (64,3%) |
| Афроамериканци    | 76 (3,6%)     | 54 (2,5%)     |
| Азијати           | 3 (0,1%)      | 5 (0,2%)      |
| Хиспаноамериканци | 52 (2,5%)     | 77 (3,6%)     |
| Укупно            | 2.102         | 2.125         |